# Phaonia luculentimacula
Phaonia luculentimacula este o specie de muște din genul Phaonia, familia Muscidae, descrisă de Xue în anul 2000.
Este endemică în Yunnan. Conform Catalogue of Life specia Phaonia luculentimacula nu are subspecii cunoscute.